# Mopsella spongiosa
Mopsella spongiosa is een zachte koraalsoort uit de familie Melithaeidae. De koraalsoort komt uit het geslacht Mopsella. Mopsella spongiosa werd in 1911 voor het eerst wetenschappelijk beschreven door Nutting. 